# Bêta-Propiolactone
La β-propiolactone est un composé organique de la famille des lactones avec un cycle à 3 atomes. C'est un liquide clair et incolore, à odeur légèrement sucrée, très soluble dans l'eau et miscible avec l'éthanol, l'acétone, l'éther diéthylique et le chloroforme,.
Le terme propiolactone se réfère généralement à ce composé mais il peut aussi se référer à α-propiolactone.
La β-propiolactone est « raisonnablement susceptible d'être cancérigène pour les humains » (CIRC, 1999). Elle a été autrefois largement utilisée dans la fabrication d'acide acrylique et de ses esters (acrylates), mais son utilisation a été principalement éliminée en faveur d'alternatives plus sûres et moins coûteuses. La β-propiolactone est un désinfectant qui a été utilisé pour stériliser le plasma sanguin, les vaccins, les greffes de tissus, les instruments chirurgicaux et des enzymes. Elle a des propriétés fongicides, sporicides et vermicides. Le principal usage actuel de la propiolactone est un intermédiaire dans la synthèse d'autres composés chimiques. Elle remplace aussi le formol (formaldéhyde) aujourd'hui interdit.
La β-propiolactone réagit lentement avec l'eau et son hydrolyse produit de l'acide 3-hydroxypropanoïque (acide hydracrylique).